# پلهایم
شهر پلهایم (به آلمانی: Pohlheim) در ایالت هسن در کشور آلمان واقع شده‌است.